# Feuille morte
Pour les articles homonymes, voir Feuille morte (homonymie).

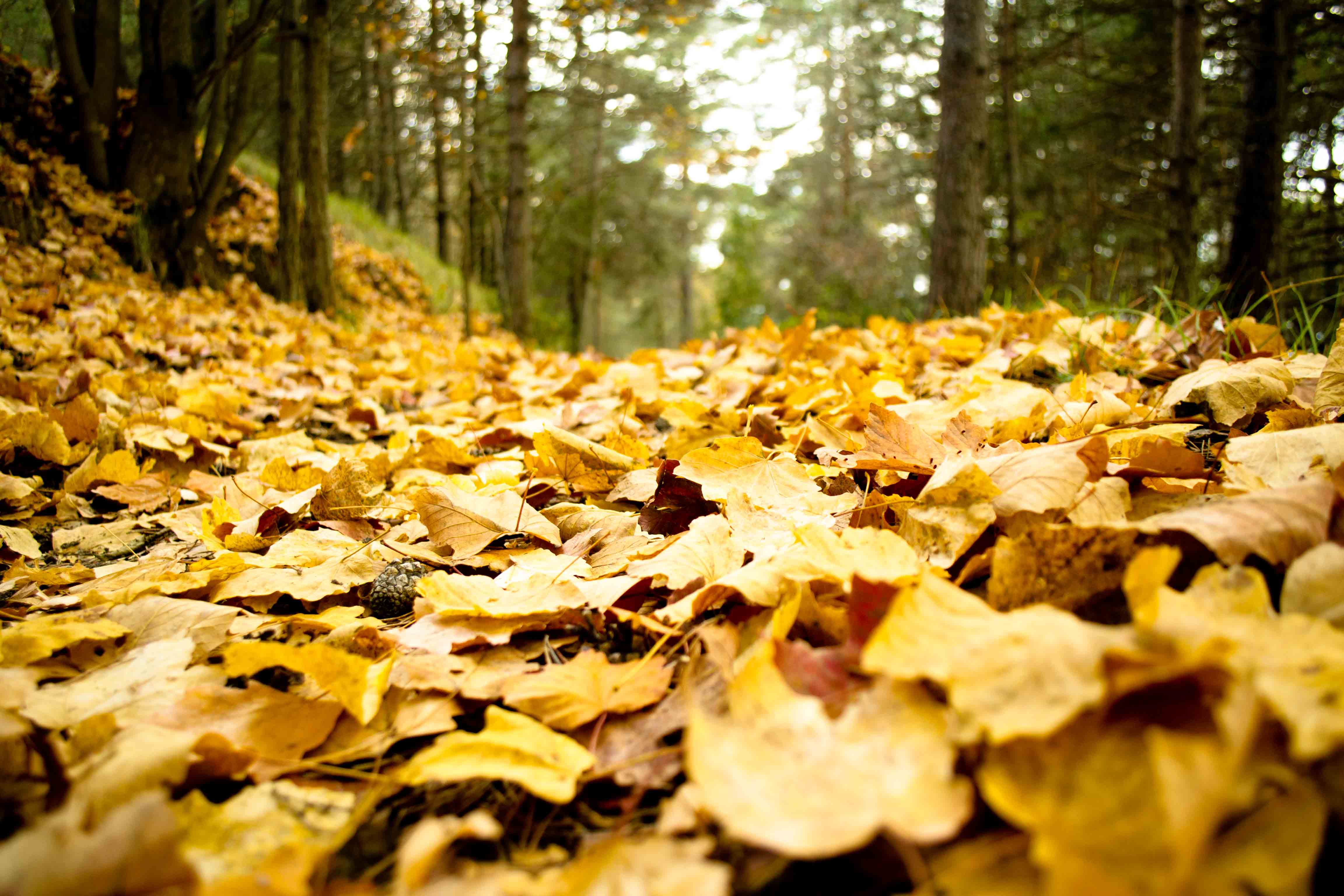
Sol jonché de feuilles mortes.

Une feuille morte est une feuille dont les cellules sont mortes. Cette expression désigne le plus souvent des feuilles d'arbres et de buissons qui, avec les débris végétaux (tiges, rameaux…) se décomposent pour former la litière.
La lente décomposition des feuilles mortes par le vivant est un service écosystémique majeur, notamment nécessaire au bon déroulement du  cycle du carbone et pour la protection et la vie des sols.

## Saisonnalité ou non
Le caractère saisonnier de la chute des feuilles mortes varie selon l'espèce et le climat :
- En climat tempéré les feuilles des arbres à feuilles caduques meurent à l'automne. Le changement de couleur des feuilles vers le jaune, le rouge brun ou le roux signale en général la chute prochaine. Les feuilles mortes des espèces d'arbres marcescents, comme les hêtres, tombent beaucoup plus tardivement, au printemps suivant. Les essences à feuilles persistantes, comme le houx et certains résineux, ne perdent pas leurs feuilles ou aiguilles à l'automne...
- En zone tropico-équatoriale, certaines espèces d'arbres perdent toutes leurs feuilles durant la saison sèche et non durant la saison froide.
- En zone équatoriale, les feuilles mortes tombent toute l'année.

## Rôle des feuilles mortes (botanique, écologie)

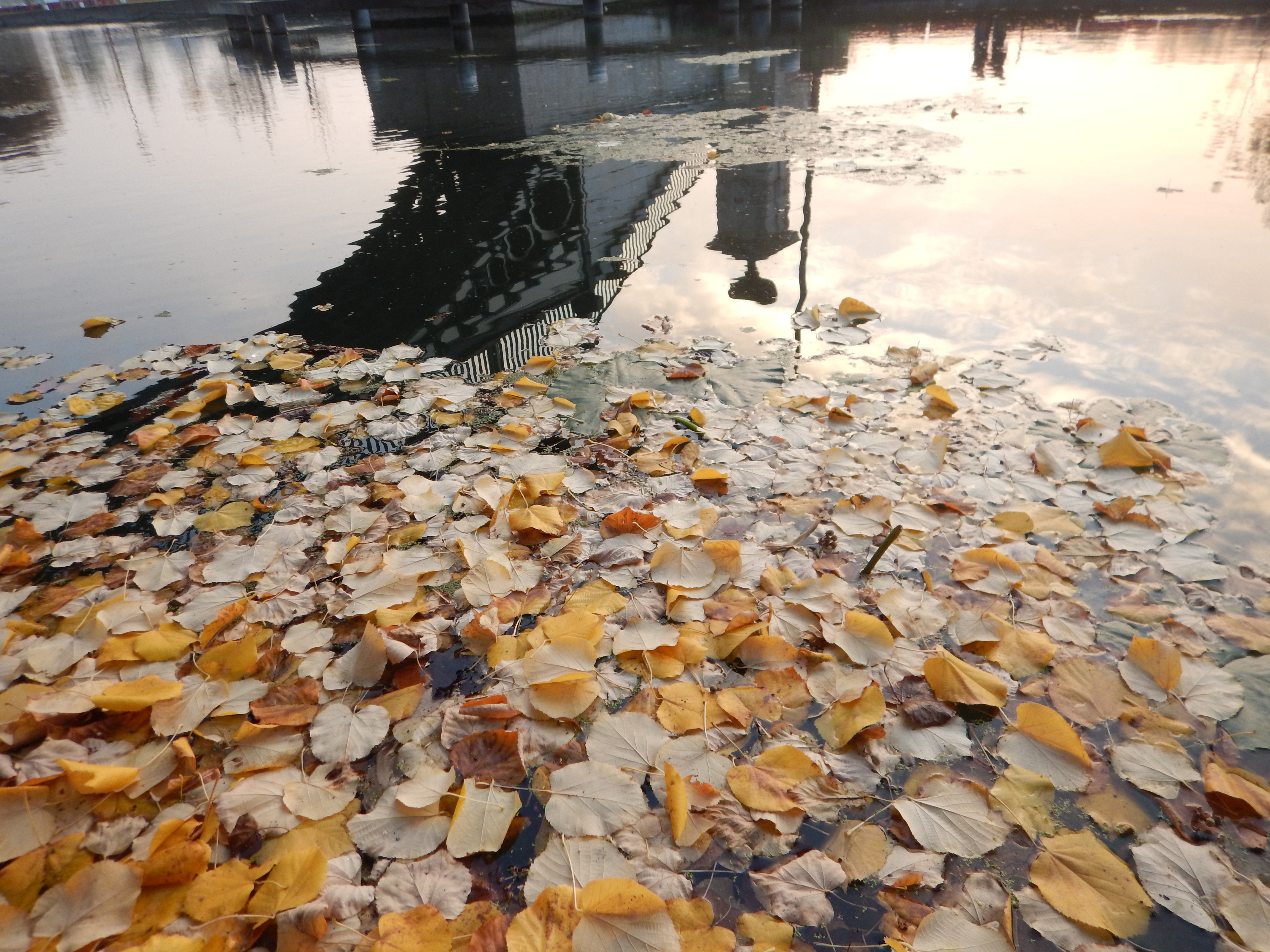
Accumulation de feuilles mortes sur l'eau.

Sur les terres émergées, dans les zones humides et dans les cours d'eau, les feuilles mortes jouent un rôle très important dans le cycle de croissance de l'arbre, dans le cycle du carbone, celui de l'azote et ceux de divers nutriments, à travers le réseau trophique), ainsi que pour la pédogenèse. 
Sur le sol, elles alimentent certains vers de terre, qui par leurs galeries et leur comportement homogénéisent, aèrent et enrichissent les sols,. Ce rôle varie selon l'espèce végétale. Certaines feuilles sont plus facilement biodégradables par des communautés de bactéries, de champignons et d'invertébrés. L'humidité, l'acidité, la teneur de la feuille en certains composés, la microfaune de décomposeurs comme les diplopodes et la microflore fongique et bactérienne présente dans l'environnement influent sur la vitesse de décomposition de la nécromasse foliaire qui s'accumule au sol, dans les creux. Les animaux décomposeurs s'allient aux bactéries et surtout aux champignons pour se nourrir des feuilles mortes.
Elles servent de nourriture, d'habitat, de support et d'aliment à des communautés de décomposeurs, bactéries et microchampignons aquatiques comme chytridiomycota qui connaissent en eau douce un pic de croissance en hiver, puis à de nombreux invertébrés. Leur teneur en carbone et en azote (et parfois en certains toxiques : métaux lourds, polluants automobiles…) influent sur leur vitesse de décomposition dans la litière, un milieu constamment renouvelé à partir du bois mort et des feuilles mortes, et qui a de nombreuses interactions avec d'autres compartiments des écosystèmes.
En Europe et ailleurs, annuellement, d'énormes quantités de feuilles mortes sont chaque année retirées de l'environnement, et envoyées en déchetteries ou brûlées. Une étude danoise (2023) montre que si elles étaient, au Danemark, laissées au sol, ce pays économiserait 600 000 t/an d'émissions de dioxyde de carbone par an. Les déchets verts des villes et des particuliers sont essentiellement des feuilles mortes, des tontes, des brindilles et branches mortes, matériaux précieux pour la biodiversité, le sol et le climat. Pour le Professeur Per Gundersen (enseignant en écologie forestière à l'université de Copenhague), il faudrait, autant que possible, de conserver in situ ou à proximité les feuilles mortes, au profit de la biodiversité et du stockage de dioxyde de carbone dans l'humus. « Les feuilles aident à nourrir le jardin, car elles alimentent tout un écosystème de décomposeurs. Qu'il s'agisse de champignons, de bactéries, de minuscules créatures invisibles du sol, de vers de terre ou de punaises, ils aident à décomposer et à métaboliser les matières organiques afin que les nutriments soient libérés dans le sol. Ces décomposeurs constituent ensuite une source de nourriture importante pour des animaux plus grands comme les hérissons et les oiseaux ». Pour Gundersen, un jardin dit « propre » parce que débarrassé des feuilles mortes n'est pas un jardin sain. Une gestion plus simple, plus sobre et moins fatigante, orientée zéro déchet peut s'appuyer sur le mulching (tondeuse laissant en place le résidu de tonte), et l'utilisation des feuilles mortes et tailles de haies en paillage ou pour la production de compost). 

### Le cas particulier des cours d'eau et des pièces d'eau

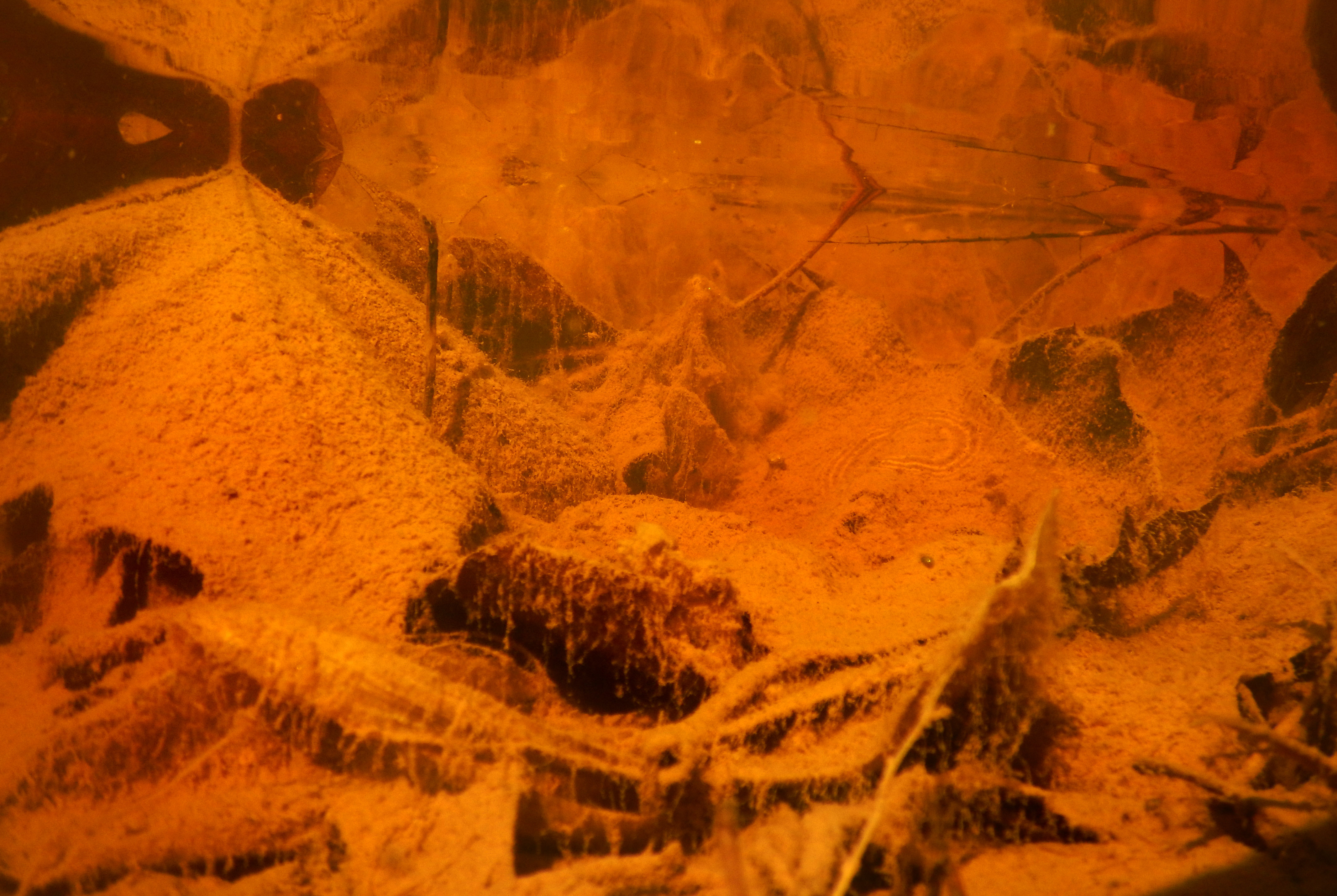
Feuilles mortes en cours de colonisation et biodégradation naturelle par des bactéries, microchampignons aquatiques et autres microbes, au fond d'une mare (début mars dans le nord de la France). Ces feuilles servent d'abri à de nombreux invertébrés.

Une grande quantité de feuilles, notamment apportées par le vent et le ruissellement, aboutit dans les ruisseaux, torrents, rivières et fleuves. Leur décomposition microbienne commence dès les heures qui suivent via des assemblages fongo-microbiens associant des centaines d'espèces de microchampignons et de bactéries. La nature et composition de ces assemblage varie selon le contexte du cours d'eau, les espèces de litière et le stade de décomposition de la feuille.
Des chercheurs ont récemment montré (au moyen du suivi d'isotopes stables) que comme sur terre, la feuille « morte » arrive dans l'eau déjà colonisée par une grande partie des champignons qui la décomposeront. Ils étaient dormant sur la feuille sénescente et se développeront dans la feuille immergée. Par contre les bactéries viendront, elles, presque toutes de la colonne d'eau. La même étude a montré que les assemblages fongo-bactériens changent selon le type de feuille et évoluent à partir du stade de la feuille sèche jusqu'à la décomposition totale.
Au fur et à mesure de la décomposition de la feuille en particules de plus en plus petites, celle-ci relargue peu à peu ses composants (chimiques, biochimiques), au gré des saisons, du courant, de la profondeur, de l'ensoleillement, etc. (et le cas échéant, des polluants accumulés du vivant de la feuille).

La décomposition des feuilles dans l'eau contribuent aux chaines alimentaires subaquatiques, y compris dans les grands fleuves (phénomène par exemple étudié dans le Rhône), permanentes ou temporaires.
Une partie du « carbone détritique » qui en est issu est lessivé sous forme de matière organique dissoute. Mais ce carbone peut être rapidement réintégré dans le réseau trophique macroscopique via les microbes, puis via les invertébrés aquatiques qui se nourrissent de ces microbes. Ce carbone est alors retenu plus longtemps dans le cours d'eau et éventuellement transféré vers des niveaux trophiques supérieurs, terrestres. Les microbes qui prolifèrent au contact des feuilles mortes peuvent :
- rendre ces feuilles plus comestibles pour divers invertébrés ;
- nourrir des invertébrés (racleurs, filtreurs ou opportunistes) et certaines larves d'autres animaux ;

Ils peuvent aussi :
- concurrencer des invertébrés pour l'accès à certaines ressources liées à la litière ;
- biosynthétiser des composés freinant les flux de carbone et d'azote vers les invertébrés.

Durant le temps de la décomposition (plusieurs mois en zone tempérée), les éléments minéraux apportés par les feuilles mortes ont maintes opportunités de réintégrer le réseau trophique, à une vitesse et dans des conditions qui pourraient être modifiées par les changements globaux anthropiques, climatiques notamment.
En complément des observations locales ou faites en microcosme, une grande étude internationale (2021), faite à l'échelle mondiale — 38 cours d'eau étudiés dans 23 pays et 6 continents — a confirmé que la biodiversité des organismes détritivores améliore la décomposition de la litière dans les cours d'eau, même si d'autres facteurs jouent également un rôle (abondance, biomasse et taille corporelle des détritivores, avec des variations selon les biomes et climats ou microclimats). Cette relation est d'autant plus marquée qu'on se rapproche de l'équateur, alors que l'abondance et de la biomasse sont des facteurs plus importants aux latitudes plus élevées. Les auteurs estiment que le recul ou la disparition des détritivores peut freiner la décomposition de la litière, notamment en zones tropicales, où la diversité des détritivores est déjà relativement faible et où certains facteurs de stress environnementaux sont particulièrement répandus.
Alors qu'un nombre croissant de preuves scientifiques établissent un lien entre biodiversité et bon fonctionnement des écosystèmes, des chercheurs s'inquiètent des effets du réchauffement global et de l'eutrophisation de la planète sur la richesse en espèces et donc sur la capacité des assemblages fongo-bactériens aquatiques à décomposer les feuilles mortes dans l'amont des cours d'eau qui les collectent. Une étude récente a recherché si d'éventuels effets des changements de la biodiversité pouvaient les fonctions de l'écosystème pourraient être contrés par la redondance fonctionnelle élevée présumée des espèces fongiques. Ici, nous avons examiné comment les variables environnementales et les caractéristiques de la litière de feuilles (basées sur la chimie des feuilles) affectent la diversité taxonomique et fonctionnelle α et β des décomposeurs fongiques. Nous avons analysé la diversité taxonomique (profils d'empreintes génétiques) et la diversité fonctionnelle (profils physiologiques au niveau de la communauté) des communautés fongiques de quatre espèces de feuilles mortes de quatre sous-régions différant par les caractéristiques de l'eau des cours d'eau et la végétation riveraine. Nous avons émis l'hypothèse que l'augmentation de la température de l'eau des cours d'eau et des nutriments modifierait davantage la diversité taxonomique que la diversité fonctionnelle en raison de la redondance fonctionnelle parmi les champignons aquatiques. Contrairement à nos attentes, la diversité taxonomique fongique variait peu avec les caractéristiques de l'eau des cours d'eau à travers les sous-régions, et à la place le remplacement des taxons s'est produit. La diversité β taxonomique globale était quatre fois plus élevée que la diversité fonctionnelle, suggérant un degré élevé de redondance fonctionnelle parmi les champignons aquatiques. Une température élevée semble renforcer l'unicité de l'assemblage en augmentant la diversité β, tandis que l'augmentation des concentrations de nutriments semble homogénéiser les assemblages fongiques. La richesse fonctionnelle a montré une relation négative avec la température. Néanmoins, une relation positive entre la décomposition de la litière et la richesse fonctionnelle suggère une plus grande efficacité d'utilisation du carbone des communautés fongiques dans les eaux froides.

### Le cas particulier des «laisses de mer»
Les laisses de mer ont une grande importance écologique. Elles contiennent des débris végétaux à la fois d'origine terrestre et provenant de la mer. Des quantités importantes de feuilles de plantes à fleur aquatiques et marines (posidonies, zoostères…) peuvent s'y accumuler. 
Leur teneur en eau et en mucilages ralentit le phénomène de dessication,. Ces litières contribuent à alimenter de nombreux organismes et microorganismes, ainsi qu'à fixer les plages ou certains pieds de dunes.

## Risques liés aux feuilles mortes
Les feuilles mortes mouillées ou à un certain stade de décomposition constituent sur les voies de circulation une couche glissante, potentiellement source d'incidents ou d'accidents, pour les piétons, les véhicules routiers et les trains, pour lesquels le patinage des roues sur des feuilles mortes est à l'origine de retards, mais aussi de dégradation du matériel. Un patinage à l'accélération crée un défaut sur le rail qui peut casser plus tard, aux époques de grand froid ; un patinage au freinage crée un méplat sur les roues,.

## Utilisation

### Télédétection
En télédétection (ou dans l'observation d'un paysage), la couleur de la feuille morte encore présente sur les arbres à l'automne, et en hiver pour les espèces marcescentes, peut parfois permettre d'identifier les essences en place, ou alerter sur des anomalies de mortalité ou de stress hydrique dans un massif boisé.

### Agriculture et jardinage
En plus de leur utilisation pour l'agriculture et le jardinage — paillis quand elles sont saines, compostage, préservation de la diversité biologique —, les feuilles mortes peuvent servir à des usages domestiques.
En Suisse, jusqu'au XXe siècle, les feuilles et aiguilles sont récoltées très largement dans les régions alpines pour le fourrage et la litière du bétail mais également pour le rembourrage des matelas. Cette pratique est aujourd'hui rare.

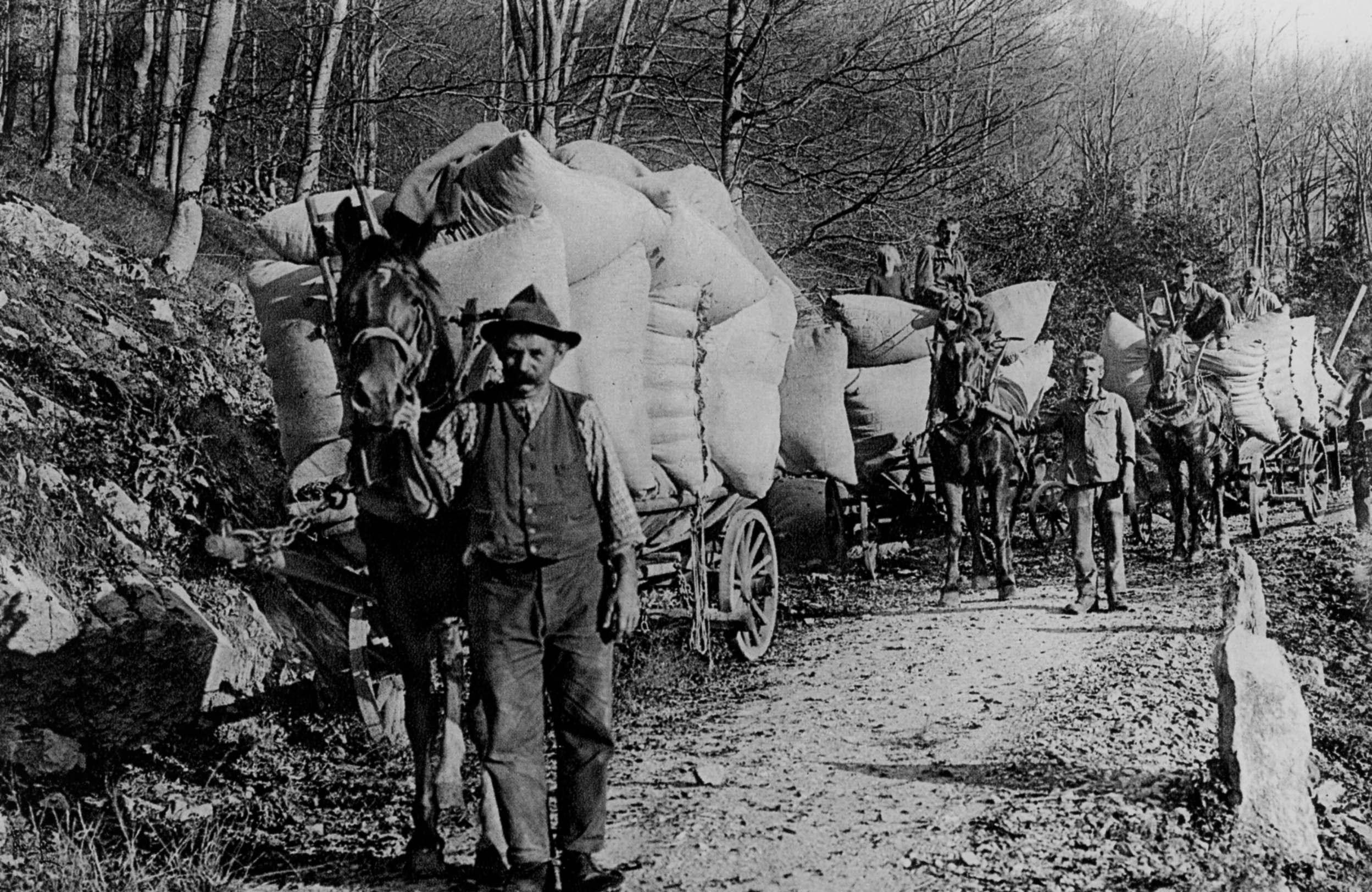
Ramassage de feuilles mortes à Betlis SG.
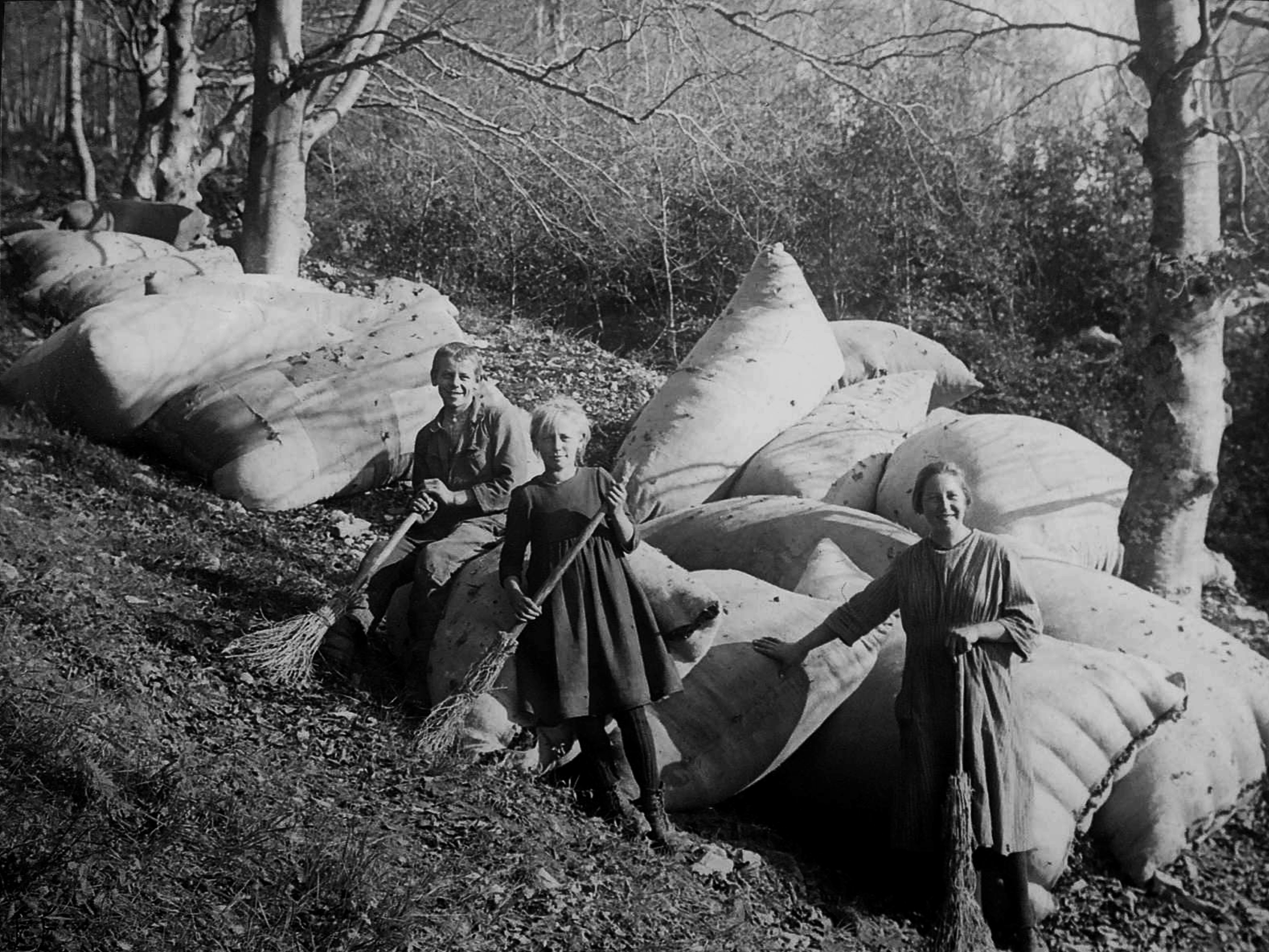
Sacs remplis de feuilles mortes, Eggwald, Zeneggen.